# 全制的施設
全制的施設（ぜんせいてきしせつ、英：Total institution）とは、多数の似通った境遇にある人々が、一緒に、相当期間にわたりより社会から隔離されて、閉鎖的で形式的に管理された日常生活を送る居住と仕事の場 所である:44:855。この概念は、主に社会学者 アーヴィング・ゴッフマンの研究に由来するものである 。

## 語源
この用語は、カナダの社会学者アーヴィング・ゴッフマンが、1957年4月にウォルター・リード研究所の疫学と社会精神学に関するシンポジウムで発表した論文「全制的施設(Total Institutions)の特徴について」の中で自身の造語として用い、合わせてそれを定義したものとして紹介される
:1。より加筆されたものは、ドナルド・グレッシーの論文集"The Prison"(刑務所) に収録されているその後、ゴッフマンの論文集"Asylums: Essays on the Social Situation of Mental Patients and Other Inmates, (Doubleday, 1961)." にも収録されている :1。これには邦訳がある。石黒毅訳『アサイラム――施設被収容者の日常世界』（誠信書房, 1984年）。しかし、ファインとマニングは、ゴフマンはエベレット・ヒューズの講義でこの用語を聞いたのだと述べている(おそらく 1940 年代後半のセミナー「仕事と職業」の講義) 。ゴッフマンがこの用語を造語したかどうかはともかく、ゴフマンがこの用語を広く知らしめたことは間違いない事実である 。

## 様々なタイプ
全制的施設は、ゴッフマンによると５つの異なったタイプに分類される。
1. 孤児院、救貧院、ナーシングホームなど、無害で無力だと思われる人々の世話をするために設立された施設。
2. 患者の世話をするために設立された場所:ハンセン病療養所、精神病院、結核療養所
3. 強制収容所、捕虜収容所、感化院、刑務所など、人々の福祉が差し迫った問題ではなく、コミュニティに対して危害を与えうると思われるものからコミュニティを保護するために組織された機関
4. 使用人部屋に住む人々の観点から、いくつかの仕事の案件をよりよく追求し、これらに役に立つという理由だけで、それ自体を正当化するために設立されたとされている施設:植民地時代の奴隷収容施設、作業キャンプ、ボーディングスクール、船、兵舎、大邸宅など。
5. 世界からの隠れ家として考え出された施設であるが、宗教者の訓練所としても機能する。例としては、修道院、僧院、その他の宗教施設。

デビット・ロスマン(en:David Rothman)は、「歴史家は、設計と構造の統一を確立するという正式な使命の違いを最小限に抑えるゴフマンの『全制的施設』の概念の有効性を確認した」と述べている:xxix:101。
ミシェル・フーコーは、『監獄の誕生』の中で完全で厳格な制度という表現で、全制的施設について議論している:231。

### 介護施設
S・ラマース と A・バーヘイ によると、アメリカ人の約 80% は、最終的には自宅ではなく、施設全体で死亡している:853。

### ツーリズム
社会学者は、クルーズ船などのツーリズムが、全制的施設の特徴の多くを獲得していると指摘している。観光客は、自分がコントロールされている、あるいは制限されていることに気付いていないかもしれないが、観光客を取り巻く施設や業者は利用者の行動を微妙に操作するようにお膳立てされている。こうした例は、その影響が短期間であるという点で従来の強制収容所や精神病院などの例とはややタイプが異なっている
:106。

## 文献
- E・ゴフマン『アサイラム : 施設被収容者の日常世界』誠信書房　1984年

## 推奨文献
- Wallace, Samuel (1971). Total Institutions. Transaction Publishers. ISBN 88-464-5358-1